# Star Wars: Episódio III – A Vingança dos Sith
Star Wars: Episode III – Revenge of the Sith (Brasil/Portugal/PALOP: Star Wars: Episódio III – A Vingança dos Sith) é um filme americano de space opera épica, o sexto filme da série Star Wars a ser rodado e o terceiro em ordem cronológica, tendo sido lançado em 2005. É a terceira e última parte da trilogia prequela de Star Wars, sendo dirigida e escrita por George Lucas, e estrelada por Ewan McGregor, Natalie Portman, Hayden Christensen, Ian McDiarmid, Samuel L. Jackson, Christopher Lee, Anthony Daniels, Kenny Baker e Frank Oz.
O filme começa três anos após o início das Guerras Clônicas. Os Cavaleiros Jedi estão espalhados por toda a galáxia, liderando uma guerra maciça contra os Separatistas. O Conselho Jedi incumbe o Mestre Jedi Obi-Wan Kenobi de eliminar o notório General Grievous, líder do Exército Separatista. Enquanto isto, o Cavaleiro Jedi Anakin Skywalker se aproxima de Palpatine, o Supremo Chanceler da República Galáctica e, secretamente, um Lorde Sith. Sua amizade aprofundada ameaça a Ordem Jedi, a República, e o próprio Anakin.
Lucas começou a escrever o roteiro antes da produção de Star Wars: Episódio II – Ataque dos Clones terminar. As filmagens de A Vingança dos Sith começaram em setembro de 2003, principalmente na Austrália, com locações adicionais na Tailândia, Suíça, China, Itália e Reino Unido. A Vingança dos Sith estreou em 15 de maio de 2005, no Festival de Cinema de Cannes, em seguida, foi lançado mundialmente em 19 de maio de 2005. O filme recebeu avaliações positivas dos críticos, especialmente em contraste com as críticas menos favoráveis das prequelas anteriores, recebendo elogios pelo seu enredo, visual, cenas de ação, trilha sonora de John Williams, efeitos visuais, e performances de Ewan McGregor, Ian McDiarmid, Frank Oz, Jimmy Smits e Samuel L. Jackson. É o último filme da franquia Star Wars a ser distribuído pela 20th Century Fox antes da aquisição da Lucasfilm pela The Walt Disney Company em 2012.
A Vingança dos Sith quebrou vários recordes de bilheteria durante sua semana de abertura e arrecadou US$ 849 milhões mundialmente, sendo atualmente a quarta maior bilheteria da franquia Star Wars, não ajustado pela inflação. Foi o filme de maior bilheteria de 2005 nos Estados Unidos e a segunda maior bilheteria do mundo no ano, atrás de Harry Potter e o Cálice de Fogo. A saga Star Wars continuou com o lançamento de Star Wars: O Despertar da Força em 2015, a primeira parte da trilogia sequela, cujos eventos ocorrem após Star Wars: Episódio VI – O Retorno de Jedi.

## Enredo
Três anos após os eventos do filme anterior, os Cavaleiros Jedi Obi-Wan Kenobi e Anakin Skywalker lideram uma missão de resgate ao Supremo Chanceler Sheev Palpatine, cativo dos Separatistas durante uma batalha espacial entre estes e a República Galáctica, acima do planeta Coruscant. Anakin e Obi-Wan lutam contra Conde Dookan (Darth Tyranus), ex-Mestre Jedi e o líder separatista, que é decapitado por Anakin a mando de Palpatine (que secretamente é o Lorde Sith Darth Sidious). Ao retornar da batalha, Skywalker descobre que sua esposa secreta, a Senadora Padmé Amidala, está grávida. Logo depois, Anakin começa a ter visões de Padmé morrendo no parto, e fica com medo de perdê-la como perdeu sua mãe, Shmi. Palpatine ganha poderes sobre a Ordem Jedi através do Senado Galáctico, e indica Anakin para ser seu representante no Conselho Jedi. Este, porém, apesar de aceitar Anakin como seu membro, não o faz Mestre Jedi, o que o deixa muito decepcionado. Obi-Wan o informa que o Conselho deu ao jovem a missão de espionar o Chanceler, o que deixa Anakin dividido entre sua amizade com Palpatine e a lealdade aos Jedi. Palpatine sutilmente começa a seduzir Anakin para o Lado Negro da Força, fazendo-o desconfiar dos ensinamentos Jedi. Ele conta a história de um Lorde Sith que era tão poderoso com o Lado Sombrio que poderia evitar que qualquer um morresse. Anakin fica curioso, pois tem medo de perder sua esposa no parto, e dá ouvidos a Palpatine.
O Conselho Jedi envia Obi-Wan ao planeta Utapau, após descobrirem que o líder do Exército Separatista, General Grievous, está escondido lá. Obi-Wan enfrenta Grievous em um combate acirrado, matando-o com sucesso. Enquanto isto, Palpatine se revela a Anakin como Darth Sidious, o Lorde Sith misterioso que os Jedi tanto procuravam. Ele afirma que apenas o Lado Sombrio oferece poder para salvar Padmé. Anakin reluta, mas o denuncia ao Grão-Mestre Mace Windu, que chega ao gabinete do Chanceler para prendê-lo, dando início a uma batalha de sabres de luz na qual Windu desarma Palpatine. Anakin chega e fica em conflito, mas decide acreditar que Sidious tem o poder para proteger sua amada da morte. Ele interrompe a luta cortando a mão de Mace Windu, prestes a matar Palpatine. O Lorde Sith em seguida solta uma descarga de relâmpagos da Força, matando Windu, que cai do edifício. Anakin se desespera ao perceber o que acabou de fazer, mas percebe que não há mais volta. Sidious o rebatiza como Darth Vader, e o jovem aceita o Lado Sombrio. Ele é ordenado a matar a todos no Templo Jedi, incluindo as crianças. Anakin, agora Darth Vader, assim o faz, acreditando na promessa de que isso o tornaria poderoso o suficiente para salvar sua esposa.
Enquanto isso, Palpatine homogula a "Ordem 66", que tem como objetivo eliminar todos os Jedi, que é repassada a todos os soldados clones do Grande Exército da República, que exterminam aproximadamente 10.000 Jedi pela Galáxia, aniquilando quase toda a Ordem. Obi-Wan e o Grão-Mestre Yoda, que estava em Kashyyyk, também sofrem atentados, mas conseguem sobreviver e constatam a traição de Anakin ao regressarem ao Templo em Coruscant e assistirem gravações de segurança, nas quais que ele assassina vários Padawans. Sob ordens de Sidious, Vader parte para o planeta vulcânico Mustafar, onde mata todos os líderes separatistas, incluindo o vice-rei da Federação do Comércio, Nute Gunray. Antes, despede-se de Amidala, prometendo um pronto regresso onde tudo terminaria bem. Sidious se reúne com o Senado Galáctico e faz um emocionado discurso, no qual acusa falsamente os Cavaleiros Jedi de uma suposta rebelião contra a República, e que por este motivo os soldados-clones foram autorizados a eliminá-los. Palpatine afirma que, para que a segurança e a estabilidade da Galáxia seja mantida, ele reorganizará todo o sistema político, transformando a República em um Império Galáctico, do qual ele será o Imperador. Sidious recebe aplausos dos senadores, que acreditam em suas mentiras e lhe dão poder absoluto.
Pouco depois, Obi-Wan revela a Padmé que seu marido converteu-se ao Lado Sombrio. Incrédula, ela parte para Mustafar e entra em profunda tristeza ao notar a transformação de Anakin. Vader, ao ver Obi-Wan (que havia viajado na nave de Amidala escondido de todos), acredita que o seu ex-mestre veio junto com ela para matá-lo. Ele, em fúria, usa a Força para sufocar Padmé, que fica inconsciente. Obi-Wan o impede de continuar, e inicia um selvagem duelo de sabres de luz com Vader no planeta de lava. Yoda parte para Coruscant para matar o agora Imperador Palpatine, onde ambos se envolvem em um duelo, mas acaba falhando, precisando fugir e sendo resgatado pelo senador Bail Organa, leal aos Jedi. Em Mustafar, Vader perde o duelo, tendo suas pernas e braço mutilados por Obi-Wan. Ele é deixado para trás, enquanto é atingido pela lava, que consome seu corpo. Obi-Wan leva Padmé ao planetóide Polis Massa, que passa a servir de refúgio aos Jedi sobreviventes. Lá, Padmé dá à luz gêmeos, Luke e Leia. Embora clinicamente bem, seu estado profundo de tristeza a faz perde a vontade de viver e todas suas forças restantes, e ela falece pouco após o parto. Padmé morre acreditando que ainda há bondade em Vader. 
Paralelamente, Sidious, tendo pressentido o perigo de seu discípulo, viaja para Mustafar a tempo de recuperar um Vader quase morto. Em Coruscant, após um longo procedimento médico, o corpo mutilado de Vader é tratado e colocado em uma armadura cibernética negra, mantendo-o vivo. Quando Vader consegue se comunicar e pergunta sobre Padmé, Sidious diz que ele a matou em sua fúria, deixando-o devastado.
Enquanto isso, Yoda, Obi-Wan e Organa decidem que os gêmeos de Padmé devem ser separados, para que o Imperador e Vader nunca saibam de suas existências. Os três então se separam: Yoda parte em um exílio auto-imposto no planeta pantanoso Dagobah; Bail leva Léia para a corte real do planeta Aldeeran, para criá-la como sua filha juntamente com sua esposa; e Obi-Wan leva Luke para Tatooine, planeta onde seu pai nasceu, para ser criado por seu tio postiço Owen Lars e sua esposa Beru. Obi-Wan permanece no planeta desértico para se esconder do Império, e, ao mesmo tempo, vigiar e cuidar de Luke à distância. Em uma cena final, Sidious e Vader contemplam o início da construção da Primeira Estrela da Morte; enquanto em Tatooine, acompanhados de Luke, Owen e Beru observam o pôr dos sóis gêmeos do planeta.

## Enquadramento no universoStar Wars
| Filmes e séries | Filmes e séries                     | Calendário ficcional (em anos) | Calendário ficcional (em anos) | Calendário ficcional (em anos) | Calendário ficcional (em anos) | Calendário ficcional (em anos) | Calendário ficcional (em anos) | Calendário ficcional (em anos) | Calendário ficcional (em anos) | Calendário ficcional (em anos) | Calendário ficcional (em anos) | Calendário ficcional (em anos) | Calendário ficcional (em anos) | Calendário ficcional (em anos) | Calendário ficcional (em anos) | Calendário ficcional (em anos) | Calendário ficcional (em anos) | Calendário ficcional (em anos) | Calendário ficcional (em anos) | Calendário ficcional (em anos) | Calendário ficcional (em anos) | Calendário ficcional (em anos) | Calendário ficcional (em anos) | Calendário ficcional (em anos) | Calendário ficcional (em anos) | Calendário ficcional (em anos) | Calendário ficcional (em anos) | Calendário ficcional (em anos) | Calendário ficcional (em anos) | Calendário ficcional (em anos) | Calendário ficcional (em anos) | Calendário ficcional (em anos) | Calendário ficcional (em anos) | Calendário ficcional (em anos) | Calendário ficcional (em anos) | Calendário ficcional (em anos) | Calendário ficcional (em anos) | Calendário ficcional (em anos) | Calendário ficcional (em anos) | Calendário ficcional (em anos) | Calendário ficcional (em anos) | Calendário ficcional (em anos) | Calendário ficcional (em anos) | Calendário ficcional (em anos) | Calendário ficcional (em anos) | Calendário ficcional (em anos) | Calendário ficcional (em anos) | Calendário ficcional (em anos) | Calendário ficcional (em anos) | Calendário ficcional (em anos) | Calendário ficcional (em anos) |
| Filmes e séries | Filmes e séries                     | Antes da Batalha de Yavin      | Antes da Batalha de Yavin      | Antes da Batalha de Yavin      | Antes da Batalha de Yavin      | Antes da Batalha de Yavin      | Antes da Batalha de Yavin      | Antes da Batalha de Yavin      | Antes da Batalha de Yavin      | Antes da Batalha de Yavin      | Antes da Batalha de Yavin      | Antes da Batalha de Yavin      | Antes da Batalha de Yavin      | Antes da Batalha de Yavin      | Antes da Batalha de Yavin      | Antes da Batalha de Yavin      | Antes da Batalha de Yavin      | Antes da Batalha de Yavin      | Antes da Batalha de Yavin      | Antes da Batalha de Yavin      | Antes da Batalha de Yavin      | Antes da Batalha de Yavin      | Antes da Batalha de Yavin      | Antes da Batalha de Yavin      | Antes da Batalha de Yavin      | Antes da Batalha de Yavin      | Antes da Batalha de Yavin      | Antes da Batalha de Yavin      | Antes da Batalha de Yavin      | Antes da Batalha de Yavin      | Antes da Batalha de Yavin      | Depois da Batalha de Yavin     | Depois da Batalha de Yavin     | Depois da Batalha de Yavin     | Depois da Batalha de Yavin     | Depois da Batalha de Yavin     | Depois da Batalha de Yavin     | Depois da Batalha de Yavin     | Depois da Batalha de Yavin     | Depois da Batalha de Yavin     | Depois da Batalha de Yavin     | Depois da Batalha de Yavin     | Depois da Batalha de Yavin     | Depois da Batalha de Yavin     | Depois da Batalha de Yavin     | Depois da Batalha de Yavin     | Depois da Batalha de Yavin     | Depois da Batalha de Yavin     | Depois da Batalha de Yavin     | Depois da Batalha de Yavin     | Depois da Batalha de Yavin     |
| Filmes e séries | Filmes e séries                     | 33                             | 32                             | 31                             | 30–24                          | 23                             | 22                             | 21                             | 20                             | 19                             | 18                             | 17                             | 16                             | 15                             | 14                             | 13                             | 12                             | 11                             | 10                             | 9                              | 8                              | 7                              | 6                              | 5                              | 4                              | 3                              | 2                              | 1                              | 0                              | 0                              | 0                              | 0                              | 1                              | 2                              | 3                              | 4                              | 5                              | 6                              | 7                              | 8                              | 9                              | 10                             | 11                             | 12–31                          | 32                             | 33                             | 34                             | 34                             | 35                             | 36-49                          | 50                             |
| --- | ----------------------------------- | ------------------------------ | ------------------------------ | ------------------------------ | ------------------------------ | ------------------------------ | ------------------------------ | ------------------------------ | ------------------------------ | ------------------------------ | ------------------------------ | ------------------------------ | ------------------------------ | ------------------------------ | ------------------------------ | ------------------------------ | ------------------------------ | ------------------------------ | ------------------------------ | ------------------------------ | ------------------------------ | ------------------------------ | ------------------------------ | ------------------------------ | ------------------------------ | ------------------------------ | ------------------------------ | ------------------------------ | ------------------------------ | ------------------------------ | ------------------------------ | ------------------------------ | ------------------------------ | ------------------------------ | ------------------------------ | ------------------------------ | ------------------------------ | ------------------------------ | ------------------------------ | ------------------------------ | ------------------------------ | ------------------------------ | ------------------------------ | ------------------------------ | ------------------------------ | ------------------------------ | ------------------------------ | ------------------------------ | ------------------------------ | ------------------------------ | ------------------------------ |
| A Ameaça Fantasma Ataque dos Clones A Vingança dos Sith |                                     |                                | I                              |                                |                                |                                | II                             |                                |                                | III                            |                                |                                |                                |                                |                                |                                |                                |                                |                                |                                |                                |                                |                                |                                |                                |                                |                                |                                |                                |                                |                                |                                |                                |                                |                                |                                |                                |                                |                                |                                |                                |                                |                                |                                |                                |                                |                                |                                |                                |                                |                                |
| Uma Nova Esperança O Império Contra-Ataca O Regresso de Jedi |                                     |                                |                                |                                | IV                             | IV                             | V                              | VI                             |                                |                                |                                |                                |                                |                                |                                |                                |                                |                                |                                |                                |                                |                                |                                |                                |                                |                                |                                |                                |                                |                                |                                |                                |                                |                                |                                |                                |                                |                                |                                |                                |                                |                                |                                |                                |                                |                                |                                |                                |                                |                                |                                |
| O Despertar da Força Os Últimos Jedi A Ascensão de Skywalker |                                     |                                |                                |                                |                                | VII                            | VIII                           | IX                             |                                |                                |                                |                                |                                |                                |                                |                                |                                |                                |                                |                                |                                |                                |                                |                                |                                |                                |                                |                                |                                |                                |                                |                                |                                |                                |                                |                                |                                |                                |                                |                                |                                |                                |                                |                                |                                |                                |                                |                                |                                |                                |                                |
| Rogue One Solo |                                     | a                              | R1                             |                                |                                |                                |                                |                                |                                |                                |                                |                                |                                |                                |                                |                                |                                |                                |                                |                                |                                |                                |                                |                                |                                |                                |                                |                                |                                |                                |                                |                                |                                |                                |                                |                                |                                |                                |                                |                                |                                |                                |                                |                                |                                |                                |                                |                                |                                |                                |                                |
| Rogue One Solo | a                                   | S                              |                                |                                |                                |                                |                                |                                |                                |                                |                                |                                |                                |                                |                                |                                |                                |                                |                                |                                |                                |                                |                                |                                |                                |                                |                                |                                |                                |                                |                                |                                |                                |                                |                                |                                |                                |                                |                                |                                |                                |                                |                                |                                |                                |                                |                                |                                |                                |                                |                                |
| The Clone Wars (+ Filme) The Bad Batch Obi-Wan Kenobi Rebels Andor Resistance The Mandalorian O Livro de Boba Fett Ahsoka |                                     | Clone Wars                     | Clone Wars                     | Clone Wars                     | Clone Wars                     |                                |                                |                                |                                |                                |                                |                                |                                |                                |                                |                                |                                |                                |                                |                                |                                |                                |                                |                                |                                |                                |                                |                                |                                |                                |                                |                                |                                |                                |                                |                                |                                |                                |                                |                                |                                |                                |                                |                                |                                |                                |                                |                                |                                |                                |                                |
| The Clone Wars (+ Filme) The Bad Batch Obi-Wan Kenobi Rebels Andor Resistance The Mandalorian O Livro de Boba Fett Ahsoka |                                     |                                | BB                             |                                |                                |                                |                                |                                |                                |                                |                                |                                |                                |                                |                                |                                |                                |                                |                                |                                |                                |                                |                                |                                |                                |                                |                                |                                |                                |                                |                                |                                |                                |                                |                                |                                |                                |                                |                                |                                |                                |                                |                                |                                |                                |                                |                                |                                |                                |                                |                                |
| The Clone Wars (+ Filme) The Bad Batch Obi-Wan Kenobi Rebels Andor Resistance The Mandalorian O Livro de Boba Fett Ahsoka |                                     | K                              |                                |                                |                                |                                |                                |                                |                                |                                |                                |                                |                                |                                |                                |                                |                                |                                |                                |                                |                                |                                |                                |                                |                                |                                |                                |                                |                                |                                |                                |                                |                                |                                |                                |                                |                                |                                |                                |                                |                                |                                |                                |                                |                                |                                |                                |                                |                                |                                |                                |
| The Clone Wars (+ Filme) The Bad Batch Obi-Wan Kenobi Rebels Andor Resistance The Mandalorian O Livro de Boba Fett Ahsoka |                                     | Rebels                         | Rebels                         | Rebels                         | Rebels                         | Rebels                         | Rebels                         | b                              |                                |                                |                                |                                |                                |                                |                                |                                |                                |                                |                                |                                |                                |                                |                                |                                |                                |                                |                                |                                |                                |                                |                                |                                |                                |                                |                                |                                |                                |                                |                                |                                |                                |                                |                                |                                |                                |                                |                                |                                |                                |                                |                                |
| The Clone Wars (+ Filme) The Bad Batch Obi-Wan Kenobi Rebels Andor Resistance The Mandalorian O Livro de Boba Fett Ahsoka | Andor                               |                                |                                |                                |                                |                                |                                |                                |                                |                                |                                |                                |                                |                                |                                |                                |                                |                                |                                |                                |                                |                                |                                |                                |                                |                                |                                |                                |                                |                                |                                |                                |                                |                                |                                |                                |                                |                                |                                |                                |                                |                                |                                |                                |                                |                                |                                |                                |                                |                                |                                |
| The Clone Wars (+ Filme) The Bad Batch Obi-Wan Kenobi Rebels Andor Resistance The Mandalorian O Livro de Boba Fett Ahsoka |                                     |                                |                                |                                |                                | Resistance                     |                                |                                |                                |                                |                                |                                |                                |                                |                                |                                |                                |                                |                                |                                |                                |                                |                                |                                |                                |                                |                                |                                |                                |                                |                                |                                |                                |                                |                                |                                |                                |                                |                                |                                |                                |                                |                                |                                |                                |                                |                                |                                |                                |                                |                                |
| The Clone Wars (+ Filme) The Bad Batch Obi-Wan Kenobi Rebels Andor Resistance The Mandalorian O Livro de Boba Fett Ahsoka | M                                   |                                |                                |                                |                                |                                |                                |                                |                                |                                |                                |                                |                                |                                |                                |                                |                                |                                |                                |                                |                                |                                |                                |                                |                                |                                |                                |                                |                                |                                |                                |                                |                                |                                |                                |                                |                                |                                |                                |                                |                                |                                |                                |                                |                                |                                |                                |                                |                                |                                |                                |
| The Clone Wars (+ Filme) The Bad Batch Obi-Wan Kenobi Rebels Andor Resistance The Mandalorian O Livro de Boba Fett Ahsoka | BF                                  |                                |                                |                                |                                |                                |                                |                                |                                |                                |                                |                                |                                |                                |                                |                                |                                |                                |                                |                                |                                |                                |                                |                                |                                |                                |                                |                                |                                |                                |                                |                                |                                |                                |                                |                                |                                |                                |                                |                                |                                |                                |                                |                                |                                |                                |                                |                                |                                |                                |                                |
| The Clone Wars (+ Filme) The Bad Batch Obi-Wan Kenobi Rebels Andor Resistance The Mandalorian O Livro de Boba Fett Ahsoka | A                                   |                                |                                |                                |                                |                                |                                |                                |                                |                                |                                |                                |                                |                                |                                |                                |                                |                                |                                |                                |                                |                                |                                |                                |                                |                                |                                |                                |                                |                                |                                |                                |                                |                                |                                |                                |                                |                                |                                |                                |                                |                                |                                |                                |                                |                                |                                |                                |                                |                                |                                |
| Era | Era                                 | Queda dos Jedi                 | Queda dos Jedi                 | Queda dos Jedi                 | Queda dos Jedi                 | Queda dos Jedi                 | Queda dos Jedi                 | Queda dos Jedi                 | Queda dos Jedi                 | Queda dos Jedi                 | Ascensão do Império            | Ascensão do Império            | Ascensão do Império            | Ascensão do Império            | Ascensão do Império            | Ascensão do Império            | Ascensão do Império            | Ascensão do Império            | Ascensão do Império            | Ascensão do Império            | Ascensão do Império            | Ascensão do Império            | Ascensão do Império            | Era da Rebelião                | Era da Rebelião                | Era da Rebelião                | Era da Rebelião                | Era da Rebelião                | Era da Rebelião                | Era da Rebelião                | Era da Rebelião                | Era da Rebelião                | Era da Rebelião                | Era da Rebelião                | Era da Rebelião                | Era da Rebelião                | Era da Rebelião                | A Nova República               | A Nova República               | A Nova República               | A Nova República               | A Nova República               | A Nova República               | A Nova República               | A Nova República               | Ascensão da Primeira Ordem     | Ascensão da Primeira Ordem     | Ascensão da Primeira Ordem     | Ascensão da Primeira Ordem     |                                | A Nova Ordem Jedi              |
| \| \| Prequela (Episódios I–III) \| \| \| Trilogia Original (Episódios IV–VI) \| \| \| Sequela (Episódios VII–IX) \| \| \| Filmes A Star Wars Story \| \| \| Séries \| a: Prólogo b: Epílogo Os episódios da web série Star Wars: Força do Destino passam-se em alturas diferentes, o que dificulta a sua inserção no cronograma. Também estão excluídos minisséries, contos, bandas desenhadas e livros do cânone oficial do Star-Wars, bem como o parque temático Star Wars: Galaxy’s Edge (entre VIII e IX). A cronologia usa o calendário ficcional do universo Star-Wars em anos antes e depois da Batalha de Yavin. A Batalha de Yavin IV representa o final do Episódio IV, em que Luke Skywalker e os rebeldes destroem a primeira Estrela da Morte. |                                     |                                |                                |                                |                                |                                |                                |                                |                                |                                |                                |                                |                                |                                |                                |                                |                                |                                |                                |                                |                                |                                |                                |                                |                                |                                |                                |                                |                                |                                |                                |                                |                                |                                |                                |                                |                                |                                |                                |                                |                                |                                |                                |                                |                                |                                |                                |                                |                                |                                |                                |
| | Prequela (Episódios I–III)          |                                |                                |                                |                                |                                |                                |                                |                                |                                |                                |                                |                                |                                |                                |                                |                                |                                |                                |                                |                                |                                |                                |                                |                                |                                |                                |                                |                                |                                |                                |                                |                                |                                |                                |                                |                                |                                |                                |                                |                                |                                |                                |                                |                                |                                |                                |                                |                                |                                |                                |
| | Trilogia Original (Episódios IV–VI) |                                |                                |                                |                                |                                |                                |                                |                                |                                |                                |                                |                                |                                |                                |                                |                                |                                |                                |                                |                                |                                |                                |                                |                                |                                |                                |                                |                                |                                |                                |                                |                                |                                |                                |                                |                                |                                |                                |                                |                                |                                |                                |                                |                                |                                |                                |                                |                                |                                |                                |
| | Sequela (Episódios VII–IX)          |                                |                                |                                |                                |                                |                                |                                |                                |                                |                                |                                |                                |                                |                                |                                |                                |                                |                                |                                |                                |                                |                                |                                |                                |                                |                                |                                |                                |                                |                                |                                |                                |                                |                                |                                |                                |                                |                                |                                |                                |                                |                                |                                |                                |                                |                                |                                |                                |                                |                                |
| | Filmes A Star Wars Story            |                                |                                |                                |                                |                                |                                |                                |                                |                                |                                |                                |                                |                                |                                |                                |                                |                                |                                |                                |                                |                                |                                |                                |                                |                                |                                |                                |                                |                                |                                |                                |                                |                                |                                |                                |                                |                                |                                |                                |                                |                                |                                |                                |                                |                                |                                |                                |                                |                                |                                |
| | Séries                              |                                |                                |                                |                                |                                |                                |                                |                                |                                |                                |                                |                                |                                |                                |                                |                                |                                |                                |                                |                                |                                |                                |                                |                                |                                |                                |                                |                                |                                |                                |                                |                                |                                |                                |                                |                                |                                |                                |                                |                                |                                |                                |                                |                                |                                |                                |                                |                                |                                |                                |

## Elenco
Na ordem dos créditos:

Hayden Christensen como Anakin Skywalker, mais tarde Darth Vader, em A Vingança dos Sith.

- Ewan McGregor como Obi-Wan Kenobi: Um Mestre Jedi e general da República Galáctica.
- Natalie Portman como Padmé Amidala: A senadora de Naboo e esposa secreta de Anakin.
- Hayden Christensen como Anakin Skywalker / Darth Vader: Um herói Jedi das Guerras Clônicas, recentemente nomeado Cavaleiro que cai para o Lado Negro da Força.
- Ian McDiarmid como Palpatine/Darth real Sidious: O Supremo Chanceler da República que e secretamente um Lord Sith.
- Samuel L. Jackson como Mace Windu: Um membro respeitado do Conselho Jedi.
- Christopher Lee como Conde Dooku / Darth Tyranus: Aprendiz Sith de Sidious que lidera a Confederação de Sistemas Independentes.
- Anthony Daniels como C-3PO: Droid de protocolo pessoal de Padmé, criado por Anakin.
- Kenny Baker como R2-D2: Droid astromecânico de Anakin.
- Frank Oz voz de Yoda: O líder do Conselho Jedi e Grão-Mestre da Ordem Jedi.

Jimmy Smits, Peter Mayhew, Oliver Ford Davies, Ahmed Best e Silas Carson reprisam seus papéis como Senador Bail Organa, Chewbacca, Sio Bibble, Jar Jar Binks, Nute Gunray e Ki-Adi-Mundi, respectivamente, de filmes anteriores. Joel Edgerton e Bonnie Piesse reaparecem como Owen Lars e Beru Lars, como em Ataque dos Clones. Matthew Wood foi a voz de General Grievous, o comandante ciborgue do Exército Droid; Temuera Morrison interpreta o Exército de Clones e Comandante Cody, que são clones do caçador de recompensas Jango Fett; Bruce Spence interpreta Tion Medon, administrador de Utapau; Jeremy Bulloch, que interpretou Boba Fett em O Império Contra-Ataca e Return of the Jedi, aparece como Capitão Colton, o piloto do Tantive IV. Wayne Pygram aparece como um jovem Grand Moff Tarkin; e o coodernador de lutas, Nick Gillard, aparece como um Jedi chamado Cin Drallig (seu nome ao contrário, sem o k). O filho do editor Roger Barton, Aidan Barton, interpreta os bebês Luke Skywalker e Leia Organa. James Earl Jones possivelmente fornece a voz de Darth Vader sem créditos; quando perguntado especificamente se ele tivesse fornecido a voz, seja recém ou de um gravação anterior- Jones respondeu: "Você teria que perguntar a Lucas sobre isso. Eu não sei".

### Cameos
George Lucas faz um cameo como o Barão Papanoida, um alienígena azul presente na Coruscant Opera House. Jett, filho de Lucas, retrata um jovem Jedi em treinamento chamado Zett Jukassa. A filha de Lucas, Amanda, aparece como uma personagem chamada Terr Taneel, vista no holograma de segurança; enquanto sua outra filha Katie desempenha uma Pantorana de pele azul chamada Chi Eekway, visível quando Palpatine chega ao Senado depois de ser salvo pelos Jedi, e conversando com Baron Papanoida na Opera House; ela também tem falas breves em uma cena na casa de Padmé, onde se reúne em segredo com outros senadores, cena excluída. Christian Simpson, que trabalhou nas prequelas anteriores como vários aliens de fundo e no novo O Despertar da Força, apareceu como um dublê para Hayden Christensen.

## Produção

### Roteiro

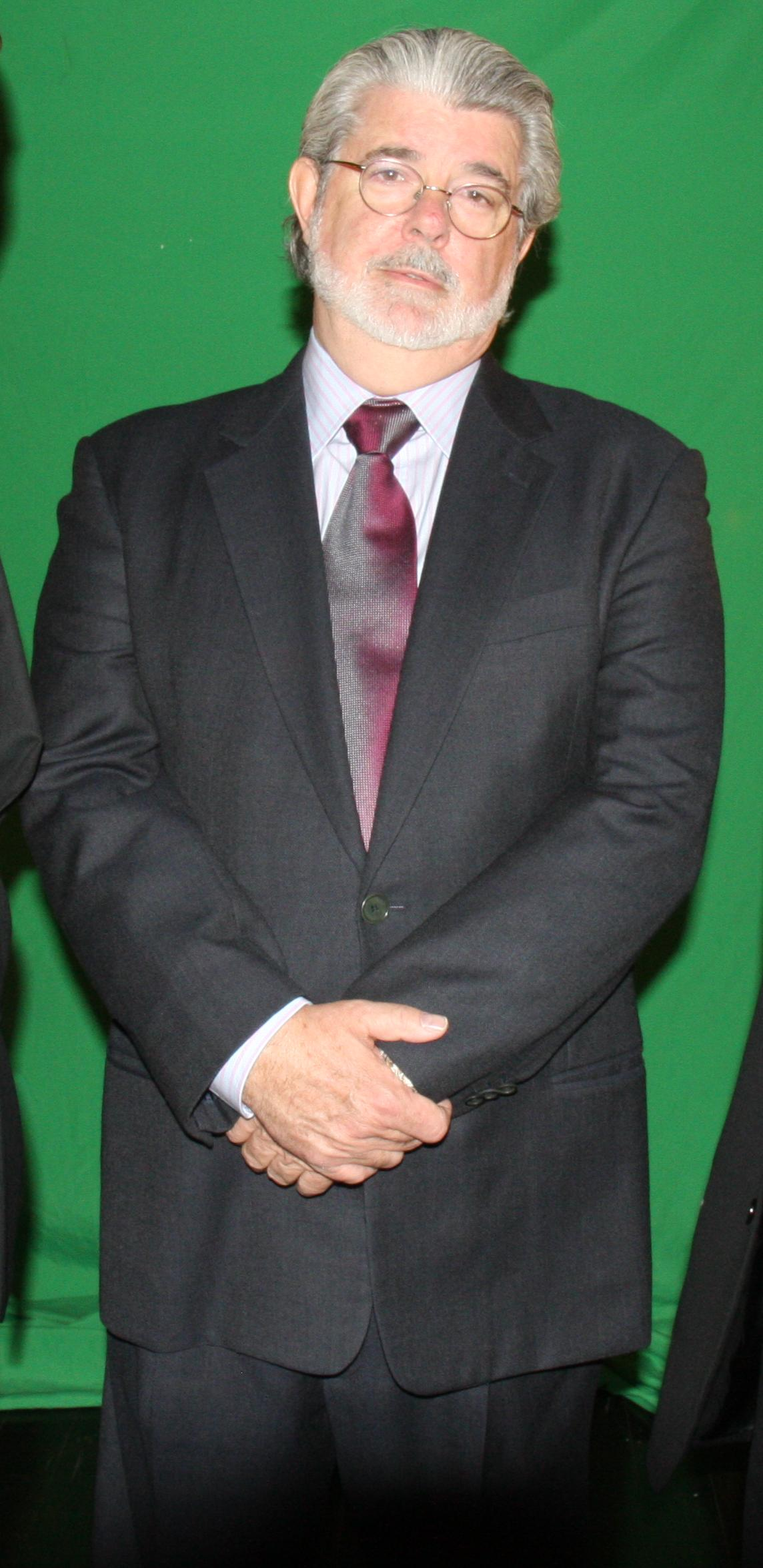
George Lucas em 2008.

George Lucas afirmou que ele concebeu a história da saga Star Wars na forma de um esboço em 1973. No entanto, mais tarde ele esclareceu que, no momento da concepção da saga, ele não tinha plenamente realizado os detalhes, apenas os principais pontos da trama. Ele começou a trabalhar no Episódio III antes mesmo que o filme anterior, Ataque dos Clones, fosse lançado, propondo aos artistas conceituais que o filme abriria com uma montagem de sete batalhas em sete planetas. Michael Kaminski, em The Secret History of Star Wars, supõe que Lucas encontrou falhas na queda de Anakin para o Lado Negro e radicalmente reorganizou o enredo. Por exemplo, em vez de abrir o filme com várias batalhas clônicas, Lucas decidiu se concentrar em Anakin, terminando o primeiro ato do filme com ele matando Conde Dookan, uma ação que sinaliza o início de sua queda para o Lado Negro.
Um número significativo de fãs especularam online sobre o subtítulo do filme; rumores incluíram os títulos Rise of the Empire, The Creeping Fear (que também foi nomeado como o título do filme no primeiro de abril de 2004 no site oficial) e Birth of the Empire.  Eventualmente A Vingança dos Sith também se tornou um "título adivinhado" que George Lucas viria a anunciar como verdadeiro. O título é uma referência para Revenge of the Jedi, o título original de Return of the Jedi; Lucas mudou o título às pressas semanas antes da estreia de Return of the Jedi, declarando que Jedi não procuram vingança.
Desde que Lucas decidiu centrar o filme sobre Anakin, ele teve que sacrificar certos pontos da trama relacionados com Ataque dos Clones. Lucas já havia prometido aos fãs que ele iria explicar o mistério por trás do apagamento do planeta Kamino dos Arquivos Jedi. No entanto, Lucas abandonou esta discussão no enredo, a fim de dedicar mais tempo a história de Anakin, deixando o assunto não resolvido no filme. Para cumprir a promessa, Lucas permitiu o autor James Luceno para explicar o mistério de apagamento de Kamino e as origens do exército clone, em seu romance Labyrinth of Evil do Universo Expandido.
Lucas tinha originalmente planejado incluir ainda mais relações com a trilogia original, e escreveu os primeiros rascunhos do roteiro com uma aparição do Han Solo aos 10 anos em Kashyyyk, mas o papel não foi lançado ou filmado. Ele também escreveu uma cena em que Palpatine revela a Anakin que o havia criado a partir dos midi-chlorians, e portanto é seu "pai", um claro paralelo à revelação de Vader para Luke em O Império Contra-Ataca, mas Lucas rejeitou esta cena também.
Após a fotografia principal ser concluída em 2003, Lucas fez ainda mais mudanças na personalidade de Anakin, acentuando suas motivações para voltar-se ao lado negro. Lucas conseguiu isto "reescrevendo" através da edição das cenas principais e filmando novas cenas durante pick-ups em Londres em 2004. Nas versões anteriores, Anakin teve uma miríade de razões para virar para o lado negro, uma das quais era a sua crença sincera de que os Jedi estavam conspirando para assumir a República. Embora isto ainda esteja intacto na versão final, através da revisão e refilmagens de muitas cenas, Lucas enfatizou o desejo de Anakin para salvar Padmé da morte. Assim, na versão final ele cai para o lado negro principalmente para salvar Padmé.

### Direção e fotografia
A Vingança dos Sith foi dirigido por George Lucas, em sua quarta direção da saga criada por ele. Lucas conduziu o filme inspirado no estilo dos seriados dos anos trinta, "que eram geralmente em doze episódios, tudo é feito com este estilo de atuação, escrita e os elementos da história estão enraizados neste [estilo] que dominou naqueles anos." Apesar de continuar usando o estilo clássico, sem virtuosismos e ângulos ousados, Lucas utilizou algumas técnicas nunca antes vistas em um filme de Star Wars, como o tempo de rastreamento na cena em que abre o filme, onde a câmera segue a fuga espacial de Obi-Wan e Anakin, utilizada para destacar a amizade, e não mais conflitos, que liga os dois personagens principais. A técnica de sequência também foi usada na busca de Grievous em Utapau, onde o movimento da câmera, sem cortes, leva ao extremo, servindo para transmitir a sensação de velocidade nas mãos de ambos os duelistas.

Portman e McGregor conversando com Lucas nos bastidores de A Vingança dos Sith.

A fotografia do filme foi realizada por David Tattersall, anteriormente o diretor de fotografia dos outros dois episódios da trilogia. Tattersall cuidava principalmente do conjunto de iluminação, enquanto Lucas preferiu escolher antecipadamente as imagens das cenas; como tido acima, o cineasta definiu o estilo do filme como clássico, pela escolha de ângulos, cortes, close-ups e composição da imagem: "Não existem movimentos ousados de câmera ou iluminação radical, nada deve atrair a atenção para a fotografia." Lucas também instruiu Tattersall no que diz respeito à cobertura, ou a quantidade de filmagens tiradas de diferentes ângulos para ser capaz de usar durante a montagem. Para este efeito foram utilizadas duas câmeras, com diferentes pontos de vista: "Então, eu tenho uma boa interpretação do que pode ser usado em vários locais".
De acordo com Tattersall, a tarefa mais difícil do seu trabalho foi a criação de luzes em cenas que seriam combinadas com efeitos especiais, em particular a sequência de Mustafar, onde o cenário real foi minimizado e as fontes de luz, representadas pela lava, estavam em movimento constante, ou o nascimento de Darth Vader, no qual foi criada uma luz de cima que confere a sensação de estar em um lugar "a meio caminho entre uma clínica dentária e uma sala de interrogatório."
O diretor também colaborou com o supervisor de animação Rob Coleman, encarregado de transformar os fragmentos vivos utilizados na sequência de Kashyyyk, e Steven Spielberg que foi supervisor de pré-visualização (animação em storyboard para os computadores planejarem as cenas mais complexas) nas sequências de ação: o duelo entre Grievous e Obi-Wan, o duelo em Mustafar, entre Yoda e Palpatine e sequência da ordem 66, que o cineasta desenvolveu através de uma narrativa visual de evocar a consciência da morte e não mostrá-la explicitamente. Spielberg aproveitou a tarefa para se familiarizar com o processo de pré-visualização, em antecipação da sua utilização maciça em seu filme seguinte, Guerra dos Mundos.

### Designde produção
A Vingança dos Sith introduziu vários novos personagens e cenários, como o droid General Grievous, os habitantes de Utapau e o corcel de Obi-Wan, Boga. Este último, para Lucas, deveria ser um animal nobre e poderoso da classe dos anfíbios. Os artistas experimentaram vários tipos de lagartos, incluindo voadores, e em seguida, finalizaram o desenho do animal misturando as características de um gecko com um pássaro. Por sugestão de Lucas, foi adicionada uma juba de penas, dando ao animal a forte expressividade dos felinos. Para a aparência de Grievous, Lucas não tinha ideias claras e deu instruções aos artistas para ser inspirado em imagens mortuárias, sem limitá-los com solicitações específicas. O departamento, em seguida, concebeu um vasto leque de personagens, incluindo um bebê ameaçador, até que Warren Fu, inspirado pelo perfil de um frasco de spray, não concebeu o desenho escolhido pelo diretor; Grievous tomou a forma de um cyborg, um "alien no corpo de um droid, ele também profetizou o destino de Anakin", de acordo com o próprio Lucas. Os detalhes foram então feitos pelo escultor Robert Barnes, que deu ao crânio do personagem a aparência de uma cauda de um escorpião. Os habitantes de Utapau foram originalmente escritos para habitar o planeta em lava de Mustafar, e foram concebidos como seres altos, cultos, de aura sacerdotal; para eles foi aplicado um projeto que misturou os astecas e moda dos anos 20.

Tion Medon, cuja aparência simétrica mostra influências religiosas, design asteca e idade avançada.

Os artistas conceituais, liderados pelos supervisores Ryan Church e Erik Tiemens, aproveitaram a oportunidade para também trabalhar em personagens que já apareceram na trilogia original, como os Wookiees, cujo meios de transporte homenageiam o estilo renascentista de Leonardo da Vinci e suas habitações fundiram o estabelecido pelo designer Ralph McQuarrie no Star Wars Holiday Special e os ditames da arquitetura orgânica de Frank Lloyd Wright, e Darth Vader em sua armadura, que aparece nas últimas sequências do filme; seu traje foi redesenhado após os artistas perceberem que a máscara foi esculpida de forma assimétrica e decidiram padronizar a face para torná-la simétrica. Mesmo as naves espaciais foram refeitas para aproximá-las da forma triangular das naves imperiais vistas no filme original. Deste Lucas extraiu um projeto inédito e usou os esboços de Joe Johnston para a nave de Grievous, a Mão Invisível e veículos blindados utilizados pelos clones de Kashyyyk.
Tal como acontece com os episódios anteriores, a cenografia do filme foi dirigida por Gavin Bocquet, que colaborou com o departamento de arte, para determinar os cenários das várias cenas, e para supervisionar a construção dos fundos. A Vingança dos Sith, ocorre em muitos planetas diferentes, apresenta uma variedade de estilos teatrais que tinham de ser bem diferenciados uns dos outros, para o espectador compreender imediatamente onde a ação ocorre.
Kashyyk, o planeta dos Wookiees, adotou a atmosfera da ilha do Pacífico de Bora Bora, ao qual foi aplicada uma paleta de cores sem graça para exibir a ideia de guerra; Utapau, o planeta onde se refugiou Grievous, foi imaginado como um lugar no estilo orgânico, com grandes estruturas ósseas, semelhantes a esqueletos de aranhas. A cidadela mo entanto, após o estabelecimento de uma longa perseguição entre Obi-Wan e o cyborg, foi completamente redesenhada a partir do subterrâneo de Pau City, já concebido nos anos setenta por Ralph McQuarrie, e redefiniu os próprios elementos do planeta, que Lucas queria mais industrial e menos natural. Mesmo Mustafar, o planeta sobre o qual ocorre o longo epílogo do filme, foi influenciado por um aspecto de engenharia, com um forno entrando em combustão. A ferocidade da paisagem de lava foi um cenário anteriormente considerado para a casa de Vader em O Império Contra-Ataca e onde Palpatine se refugiaria em Return of the Jedi. Mustafar foi pensado como um paralelo com a história e os artistas, em uma tentativa de propor formas claras e ícones, juntando duas concepções diferentes do mundo, um ambiente ao mesmo tempo selvagem e controlado, em parte com base nas cordilheiras do Grand Teton, em Wyoming.
Os artistas focaram-se em distinguir cada planeta, bem como com vários estilos arquitetônicos, baseando-se em guerras que ocorreram: o dinamismo dos confrontos no Kashyyk foi inspirado pelo desembarque na Normandia e a batalha de Iwo Jima, Mygeeto foi influenciado pela batalha das Ardenas, enquanto Felucia foi influenciada pelo visual do Vietnã.

### Maquiagem

Christensen exibindo as próteses e maquiagem de Anakin queimado em A Vingança dos Sith.

A criação de próteses e maquiagem das criaturas alienígenas foram supervisionadas por Dave Elsey; a tarefa mais imponente para o departamento de maquiagem foi a construção das fantasias e máscaras do Wookiees: seis foram construídas em trajes de fibra de vidro e muitas máscaras, a maior quantidade já feita. A equipe de Elsey teve dificuldade para esculpir o nariz dos wookies, porque não havia fotos de seus rostos sem pele; só através de fotos raras do primeiro Star Wars foi possível visualizar a estrutura da máscara, à qual os maquiadores aplicaram manualmente aos cabelos individuais, ao invés de cola, de modo que parecesse crescer a partir da pele.
Outro elemento importante para Elsey foi a maquiagem das queimaduras no corpo de Anakin no final do filme, para o qual ele teve longas consultas com Lucas sobre o quão precisas seriam as lesões: "Eu realmente queria mostrar que o dano foi grave, as coisas ruins que ocorreram que moldaram seu caráter". O diretor pensava o mesmo, e Lucas disse que "foi importante para mostrar a transformação física, porque ele vai ter que viver com esta dor para o resto de sua vida." Apesar dos dois concordarem com um certo grau de estilização de queimaduras, Elsey tentou alcançar o máximo possível de realismo nas queimaduras. "Toda vez que vamos colocar a maquiagem é a única vez que pode ser usada porque as peças são muito delicadas", disse o artista sobre a metodologia de trabalho, "são feitos de espuma de látex e as bordas são muito finas, a fim de se misturar com a pele e quando você tira a maquiagem destrói toda a peça."

### Filmagens e elenco
Embora a primeira cena gravada tenha sido a cena final para aparecer no filme (durante as filmagens de Ataque dos Clones em 2000), a fotografia principal do filme ocorreu de 30 de junho a 17 de setembro de 2003, com filmagens adicionais ocorrendo em Shepperton Studios e Elstree Studios em Londres, de agosto de 2004 a 31 de janeiro de 2005. Uma primeira unidade, com George Lucas, filmou no estúdio de som da Fox Studios Australia em Sydney, onde foram construídos 67 cenários. Enquanto isto, uma segunda unidade filmou os ambientes práticos que seriam utilizados como pano de fundo mais tarde. Estes incluíram as montanhas de pedra calcária que descrevem Kashyyyk, que foram filmadas em Phuket, Tailândia e Guilin na China (que mais tarde foram danificados pelo terremoto e tsunami de 2004 no Oceano Índico) e Grindelwald para Alderaan. A equipe de produção também teve a sorte de filmar ao mesmo tempo que o Monte Etna entrou em erupção na Itália. A segunda unidade foi enviada para o local para filmar vários ângulos do vulcão que mais tarde foram emendados para o fundo das animações e a versão final do planeta Mustafar.

Enquanto filmava as cenas dramáticas chaves, Lucas costumava usar "câmera A" e "câmera B", ou a "técnica V", um processo que envolve filmar com duas ou mais câmeras ao mesmo tempo, a fim de ganhar vários ângulos do mesmo desempenho. Usando a tecnologia HD desenvolvida para o filme, os cineastas foram capazes de enviar imagens para os editores no mesmo dia em que foram filmadas, um processo que exigiria um total de 24 horas se tivesse sido filmado de maneira comum. A metragem que caracteriza o planeta Mustafar foi realizada pelo editor Roger Barton, que estava em Sydney durante a filmagem do duelo climático. Todas as outras imagens foram encaminhadas para o editor líder, Ben Burtt, no Rancho Skywalker, Califórnia.

Filmagens do duelo final de sabre de luz entre Obi-Wan (McGregor) e Vader (Christensen).

Os atores Hayden Christensen e Ewan McGregor começaram a ensaiar o seu duelo climático muito antes de Lucas filmá-lo. Eles treinaram extensivamente com o coordenador de dublês, Nick Gillard, para memorizar e executar seu duelo juntos. Como nos dois filmes anteriores, McGregor e Christensen fizeram suas próprias cenas de luta de sabre de luz, sem o uso de dublês. A velocidade em que Vader e Obi-Wan se envolvem em seu duelo é principalmente a velocidade em que ele foi filmado, embora haja casos em que quadros individuais foram removidos para aumentar a velocidade de cenas particulares. Um exemplo disto ocorre quando Obi-Wan derruba Vader depois de aplicar uma chave de braço na primeira parte do duelo.
A Vingança dos Sith, eventualmente, tornou-se o primeiro filme de Star Wars em que Anakin Skywalker e Darth Vader são interpretados pelo mesmo ator. Como Christensen relatou, foi originalmente destinado a simplesmente ter uma "cara alto" no traje de Darth Vader, mas depois dele ter "pedido e implorado", Hayden convenceu Lucas para ele mesmo usar o traje de Vader, e foi criado um traje especificamente para Christensen. O novo traje destaca sapatos elevadores e um terno muscular. Foi também necessário que Christensen (que tem 1,85 metros de altura) olhasse através do bocal do capacete.
Em 2004, Gary Oldman foi originalmente abordado para fornecer a voz do general Grievous; no entanto, complicações surgiram durante as negociações do contrato. Foi noticiado que Oldman ficou preocupado que o filme não seria feito com o Sindicados de Atores, do qual ele é membro. Ele desistiu do papel, em vez de violar as regras do sindicato. Matthew Wood que foi a voz de Grievous, contou outra história na Celebration III, realizada em Indianápolis. Segundo ele, Oldman é um amigo do produtor Rick McCallum, e assim, realizou uma audição a pedido dele, mas não foi escolhido. Wood, que também foi o supervisor da edição de som, estava encarregado das audições e apresentou a sua audição anonimamente em meio a 30 outros, sob as iniciais "A. S." para Alan Smithee. Dias depois, ele recebeu um telefonema pedindo o nome completo para as iniciais "A.S". Um hoax da internet disse que John Rhys-Davies foi considerado para o papel.

### Pós-produção
Os efeitos especiais do filme, realizados pela Industrial Light & Magic, foram supervisionados por John Knoll. Devido à quantidade de cenas com efeitos, no meio da produção foi chamado um segundo supervisor, Roger Guyett, para trabalhar na sequência complexa de Mustafar. Ele optou por uma subexposta, "de modo que tinha a aparência de um filme de terror, quase como o inferno de Dante".
Além da utilização da computação gráfica, foi construído um maquete em escala 1:134 da paisagem rochosa, inclinando em até dez graus, onde foi feito uma mistura de metil-celulose e iluminação de baixo para cima, para simular a cor laranja da lava; os engenheiros preferiram filmar fisicamente o fluido ao invés de recriá-lo no computador, porque é difícil controla-los em um processador; do mesmo modo, as casas enormes nas árvores em Kashyyyk, foram filmadas usando uma maquete de quatro metros de altura em escala 1:72, orientada a partir de vários ângulos para permitir visões diferentes e tornar a praia povoada por uma floresta real.
Rob Coleman supervisionou a animação no filme, liderando um grupo de artistas que deram vida a um total de 1269 sequências animadas. O exército dos Wookiees foi realizado com seis atores em fantasias e técnica de captura de movimento, o que lhe permitiu multiplicar os soldados, dando-lhes diferentes atitudes. Ao contrário, General Grievous foi animado manualmente, sem a ajuda de captura de movimento: "Nós queríamos ele se movendo de uma maneira diferente, como tivesse o controle total das suas peças mecânicas, algo que parecesse estranho e ameaçador", concentrando-se mais nos olhos, que deviam transmitir a agressividade geral. Os veículos derivados da trilogia original, como o AT-RT, com base no AT-ST, foram animados seguindo fielmente o trabalho de Phil Tippett e imitando tanto quanto possível a técnica de um passo.
No período entre o segundo e o terceiro episódio, a equipe de Coleman, para se familiarizar com as cenas de ação prolongadas de Yoda, substituirão todas as sequências animadas de A Ameaça Fantasma no qual o personagem aparece, pela versão digital do mesmo. De acordo com o supervisor de animação, Lucas não poderia ter escrito as cenas de forma digital antes porque a atuação do personagem não seria adequada: "Há belos close-ups neste filme [ep. III], e uma longa conversa entre ele e Anakin, o que eu acho que George iria escrever para o Episódio II, ele não confiaria para nós a atuação. Mas agora sabemos manipular as reações, expressões faciais, a dúvida, o ato de pensar." Além do trabalho dos artistas, a animação de Yoda foi melhorada graças a um novo processador de difusão óptica subcutânea, o que aumentou o realismo da pele e transparência. Também para está finalidade, Coleman utilizou alguns locais de referência para uma comparação precisa das alterações faciais sofridas, necessário principalmente para o duelo final com Palpatine.
Ben Burtt criou os efeitos sonoros do filme a partir da biblioteca de som que havia criado para os episódios anteriores. Com assistência de Matthew Wood, supervisor de dublagem e artistas de Foley, Burtt recorreu a efeitos reais para fazer concretas as atmosferas exóticas dos planetas, especialmente Mustafar, onde a gravação do designer de vento e trovão foram utilizados para o rugido dos vulcões, e o surto de argamassas, sons de água ou mesmo uma lâmina imersa na lama para os rios de lava. Ainda assim, a tosse persistente de Grievous foi criada com base em gravações do Lucas, que durante as filmagens tinha bronquite e tossia frequentemente.
A mixagem de som, supervisionada pelo próprio Burtt, foi realizada pela primeira vez com o Pro Tools, o que lhe permitiu intervir no som "rastreando cirurgicamente, qualquer momento que uma mudança fosse necessária", segundo Burtt: "tal coisa nunca tinha sido feita para um filme desta escala".
A montagem do filme foi realizada por Ben Burtt e Roger Barton; o primeiro trabalhou no Rancho Skywalker, o segundo em Sydney, simultaneamente com as filmagens na Fox Studios, graças à tecnologia digital, o que lhe permitiu obter - e ajustar - as imagens quase imediatamente. Como ele disse a Burtt, "Cada quadro é como uma palavra em uma frase e é o editor que tem de colocá-las juntas para contar a história."
Depois de terminar as filmagens, Lucas trabalhou de perto com os dois para montar o filme; o primeiro corte do episódio III, com a duração de quatro horas, foi simplificado para alcançar metade do tempo. Durante esta fase, a favorita do diretor, muitas sequências foram reinventadas e reescritas, e se necessário, o retorno aos sets para cenas especiais. O duelo final por exemplo, o roteiro foi apenas o ponto de partida, sendo reformulada várias vezes durante a pós-produção.

### Cenas deletadas
Lucas excluiu todas as cenas de um grupo de senadores (formado por Padmé, Bail Organa, e Mon Mothma (Genevieve O'Reilly)) organizando uma aliança para impedir o Chanceler de receber mais poderes emergenciais. Embora isto seja essencialmente o nascimento da Aliança Rebelde, as cenas foram descartadas para focar mais na história de Anakin. A cena em que Yoda chega em Dagobah para começar seu exílio auto-imposto, também foi cortada, mas é destaque no lançamento em DVD, e McCallum afirmou esperar que Lucas poderia adicioná-la ao lançamento do box set em DVD dos seis episódios.
Muitas cenas sobre óbitos Jedi durante a execução da Ordem 66 foram cortadas. As mortes de Barriss Offee e Luminara Unduli ou foram cortadas do filme ou não filmadas.
Bai Ling gravou cenas menores para o filme como uma senadora, mas seu papel foi cortado durante a edição. Ela afirmou isto quando posou para a edição de junho de 2005 da Playboy, cuja aparência nas bancas coincidiu com o lançamento de maio do filme. Lucas negou, afirmando que o corte tinha sido feito mais de um ano antes, e que ele tinha cortado cenas da sua própria filha também.

### Música

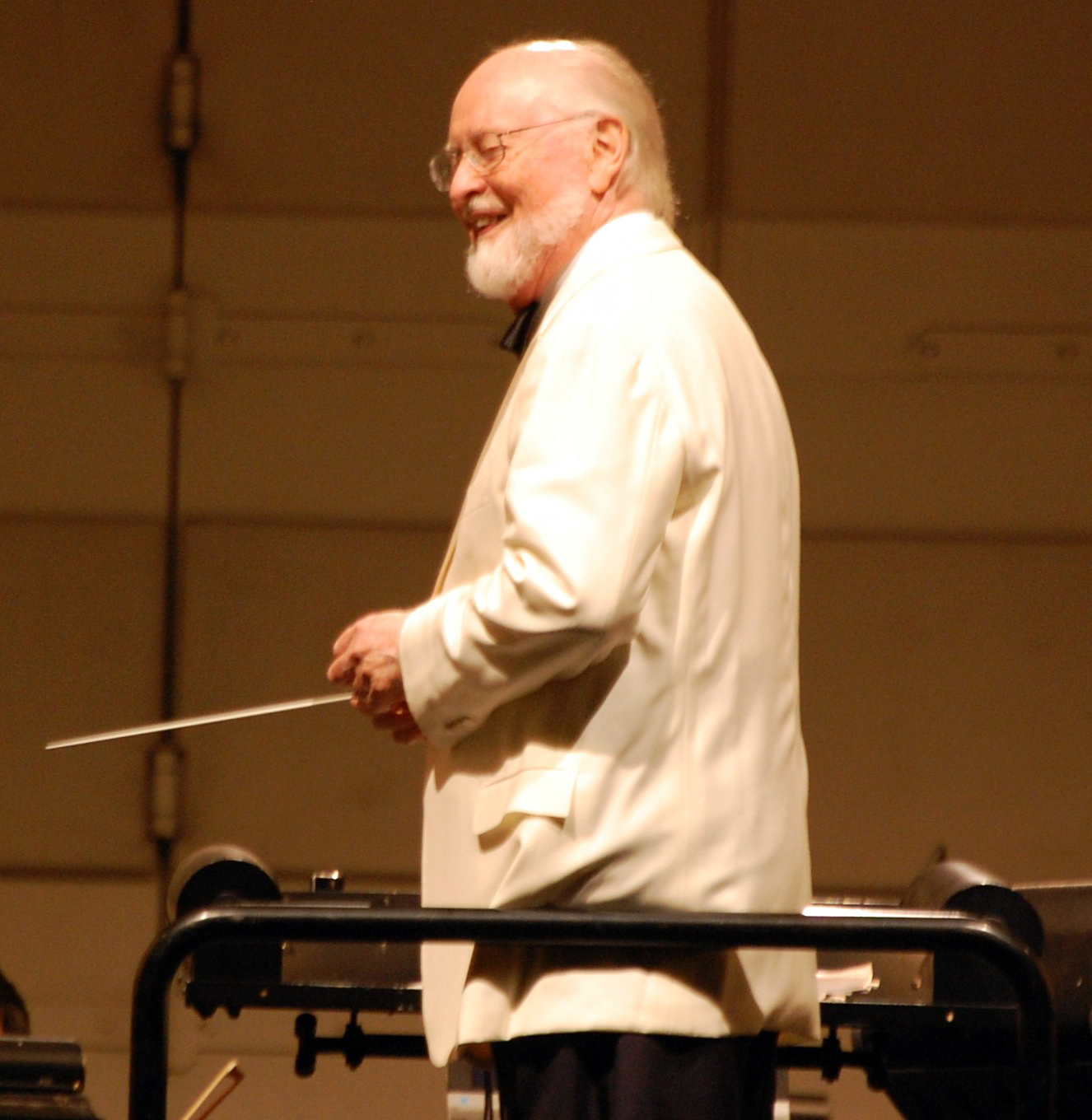
John Williams conduzindo no Hollywood Bowl.

A trilha sonora do filme foi lançada pela Sony Classical em 3 de maio de 2005, mais de duas semanas antes do lançamento do filme. A música foi composta e conduzida por John Williams, que realizou estas funções nos filmes anteriores, e realizada pela London Symphony Orchestra e London Voices. Já em novembro de 2001, Williams descreveu suas intenções para o último episódio da saga: "George me contou como isto termina, e quando eu ouvi disse que iria apressar em escrever, porque vai ser um fabuloso final." Depois de ver o filme em janeiro de 2005, o compositor e sua equipe começaram o trabalho, eles tinham dez semanas para escrever toda a música. Um vídeo musical intitulado A Hero Falls foi criado para o tema do filme, Battle of the Heroes, com cenas do filme e também foi disponibilizado no DVD.
A trilha sonora também veio na coleção, Star Wars: A Musical Journey, sem nenhum custo adicional. O DVD, apresentado por Ian McDiarmid, contêm 16 vídeos musicais definidos para seleções remasterizadas de todas as seis trilhas sonoras dos filmes, situados cronologicamente através da saga. Este álbum foi escolhido como um dos Top 100 Editors' Picks da Amazon.com (Nº 83). A trilha sonora recebeu críticas positivas dos críticos de música, que aproximaram o trabalho de Williams para as obras sinfónicas de Claude Debussy e o All Music decretou A Vingança dos Sith como "uma das trilhas sonoras que fizeram de Williams uma lenda. É uma obra-prima que fecha a série com alguns dos mais importantes momentos musicais da história do cinema".

## Temas e referências

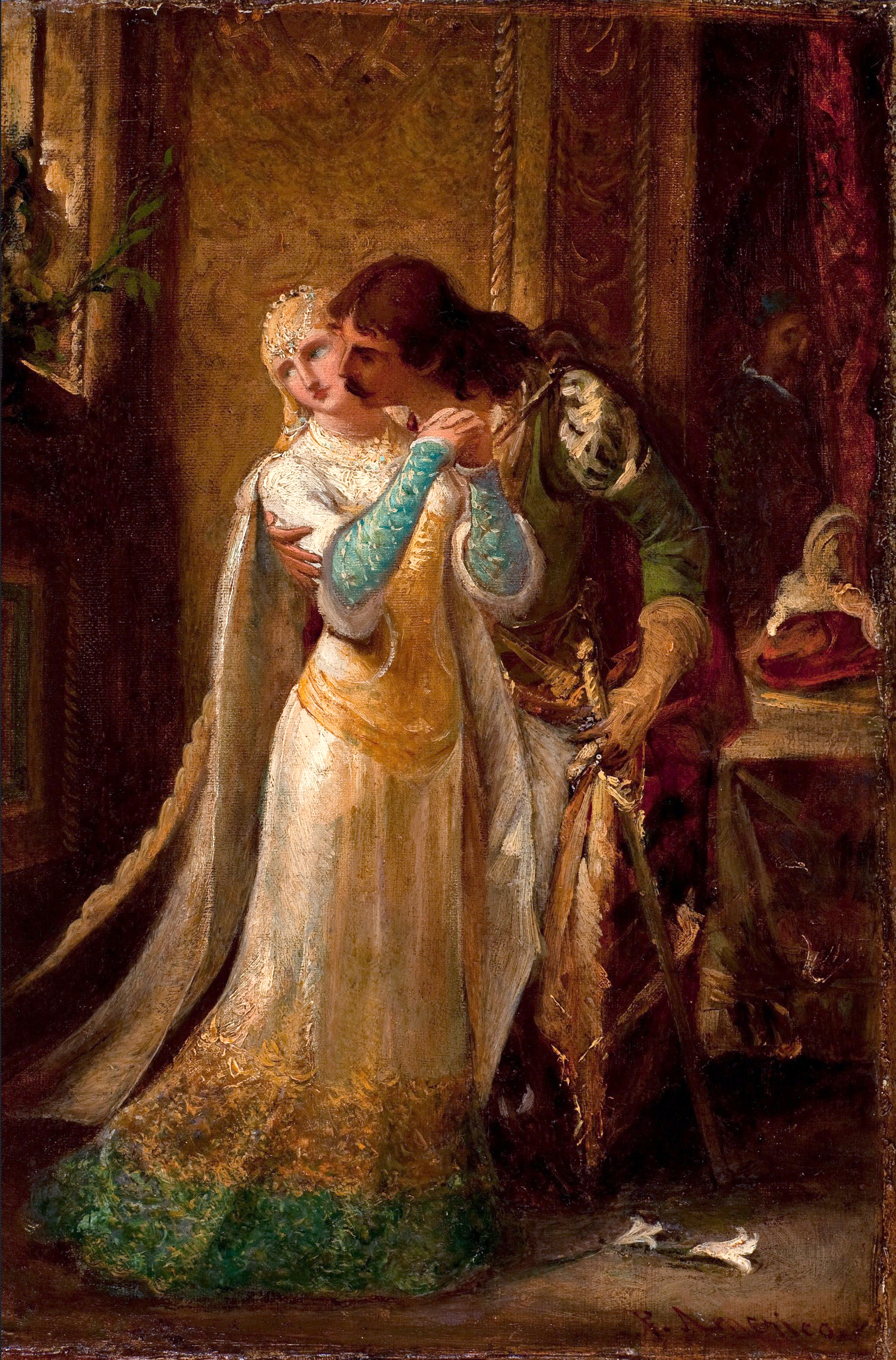
A tragédia de Anakin é comparada por Lucas e outros, a lenda alemã de Fausto. Pintura: Fausto e Margarida de Pedro Américo.

Ao longo de A Vingança dos Sith, Lucas refere-se a uma grande variedade de filmes e outras fontes, com base em políticas, militares e fontes mitológicas para aumentar o impacto da sua história. Talvez a mídia deu mais cobertura ao diálogo entre Anakin e Obi-Wan, o que levou à controvérsia mencionada: "Se você não está comigo, então você é meu inimigo", Anakin declara. Apesar de Lucas afirmar o contrário, The Seattle Times concluiu: "Sem nomear Bush ou o Patriot Act, é tudo inconfundível não importa o que as suas próprias políticas sejam."
McDiarmid, Lucas, e outros têm chamado a jornada de Anakin para o lado negro de faustiana, no sentido de fazer um "pacto com o diabo" para obter ganhos de curto prazo, com o planeta vulcão de Mustafar representando o fogo do inferno. No meio do filme, Lucas intercala Anakin e Padmé pensando um sobre o outro; ele no Templo Jedi e ela em seu apartamento, durante o pôr do sol. A seqüência é sem diálogo e completada por uma triste trilha sonora sintetizada. A cobertura do exterior das arquiteturas da cidade, horizontes e isolamento interior na chamada "Ruminations", é "semelhante à cinematografia e mise-en-scène de O Bebê de Rosemary, um filme em que o marido faz um pacto literal com o diabo".
Padmé encarna a personagem clássica da Mãe Terra na mitologia grega. É semelhante à rainha Dido de Cartago que no poema épico Eneida implora ao seu marido Eneias para não mudar.
Tal como acontece com o filme anterior e suas alusões ao Império Contra-Ataca, algumas referências deliberadamente colocadas foram feitas para aludir ao Return of the Jedi. O título é similar em estilo ao "A Vingança dos Jedi", título original do episódio VI. Alguns diálogos é espelhado em ambos os filmes, especialmente a linha "Eu posso sentir sua raiva" dita por Palpatine, que também ordena para seus guarda-costas que "deixe-nos" em momentos importantes de ambos os filmes. Darth Vader provoca Luke com o medo da perda, insultando-o com ameaças contra Leia. Seu próprio medo de perder Padmé é o que o atrai para o lado negro. Antes dos Ewoks serem escolhidos como os principais ajudantes, a tribo dos Wookiee era originalmente planejada para aparecer no Return of the Jedi. Quando Anakin, Obi-Wan, e Palpatine chegam ao porto do Senado após o pouso forçado em Coruscant, a Millennium Falcon pode ser vista desembarcando em uma das plataformas mais baixas nas abordagens de transporte.

## Lançamento

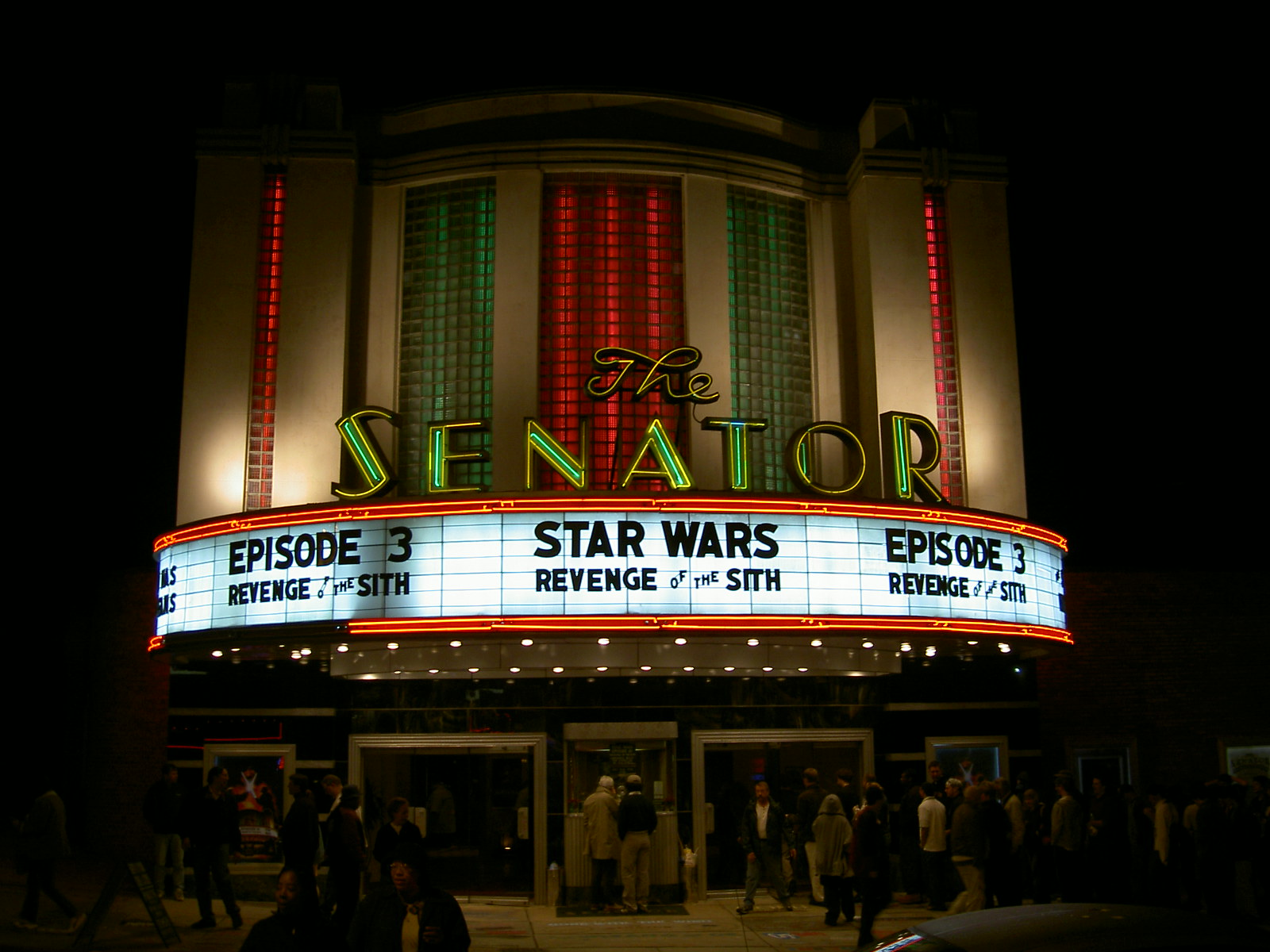
A Vingança dos Sith em cartaz em Baltimore.

A estreia de Star Wars: Episódio III - A Vingança dos Sith ocorreu em Seattle, Los Angeles, Chicago, Washington DC, Boston, Denver, Atlanta, San Francisco e Miami na quinta-feira, 12 de maio de 2005; em 13 de maio de 2005, houve duas sessões de caridade adicionais na cidade natal de George Lucas, Modesto. A estreia oficial foi no Festival de Cannes 2005 (fora de competição) em 16 de maio. Seu lançamento na maioria dos outros países ocorreu em 19 de maio, para coincidir com o lançamento de A Ameaça Fantasma em 1999 (a estreia de Uma Nova Esperança em 1977 e Return of the Jedi em 1983, foram também lançados no mesmo dia e mês). A empresa de consultoria, Challenger, Gray & Christmas, divulgou uma semana antes da estreia que o filme pode custar a economia dos EUA cerca de US $ 627 milhões em perda de produtividade, por causa de empregados que tiveram um dia de folga ou disseram estar doentes. O Teatro Chinês Grauman, um local tradicional para os filmes de Star Wars, não lançou A Vingança dos Sith. No entanto, uma fila de pessoas ficou por lá mais de um mês na esperança de convencer alguém a mudar isto. A maioria deles se aproveitaram de uma oferta para ver o filme em um cinema nas proximidades, ArcLight Cinemas (anteriormente o "Cinerama Dome"). Em 16 de maio, o Empire Cinema em Londres, no Leicester Square, organizou uma maratona de Star Wars o dia inteiro; um exército de Stormtroopers Imperiais "guardaram" a área, e a Royal Philharmonic Orchestra realizou um concerto gratuito da música de Star Wars.

### Vazamento doworkprint
Uma cópia do filme vazou em redes de compartilhamento de arquivos peer-to-peer, poucas horas após a estreia nos cinemas. O filme foi um workprint com carimbo de tempo, sugerindo que veio de dentro da indústria ao invés de alguém que filmou numa sessão prévia. Oito pessoas foram mais tarde acusadas de violação dos direitos autorais e distribuição de material ilegal. Documentos apresentados pelo procurador distrital de Los Angeles, alegam que uma cópia do filme foi tirada de um escritório de pós-produção californiano, identificado por um funcionário, que mais tarde se declarou culpado de suas acusações. A cópia ilegal foi passada entre sete pessoas até chegar a um oitavo, que também se declarou culpado de enviar para uma rede P2P sem nome.
Logo após o workprint ser divulgado, em Shanghai ele foi lançado como um DVD pirata com legendas em chinês. O produtor desconhecido deste DVD, também escolheu incluir legendas em inglês, que foram de fato, traduzidas para o Inglês a partir da tradução chinesa, em vez de usar o roteiro original em inglês. Um erro de tradução que se repete várias vezes no filme é que a frase "parece" (好象) foi processada como "bom elefante". Conselho Jedi se torna Igreja Presbiteriana. A tradução também causou a palavra "fuck" (tradução de "trabalho") aparecer quatro vezes nas legendas, e tornou o grito de Darth Vader de "Noooooooo" (不要) como "Não quero." Este último erro de tradução viria a ser popularizado como um meme da internet.

### Classificação
A Vingança dos Sith é o primeiro filme de Star Wars para receber uma classificação PG-13 da Motion Picture Association of America (MPAA), por "violência sci-fi e algumas imagens intensas", ou seja, para a cena em que Darth Vader é incendiado por lava e rocha derretida. Lucas tinha declarado meses antes da decisão da MPAA , que sentiu que o filme deveria receber uma classificação PG-13, por causa dos momentos finais de Anakin e seu conteúdo mais sombrio e intenso de todos os seis filmes. Alguns críticos, incluindo Roger Ebert e Richard Roeper, mais tarde responderam que as crianças seriam capazes de lidar com o filme, enquanto elas tivessem acompanhada dos pais, portanto, uma "classificação PG". Todos os filmes lançados anteriormente da série foram classificado como PG. A classificação PG-13 não existia quando os filmes da trilogia original foram liberados; No entanto, os filmes da trilogia original foram novamente submetidos à MPAA, devido a alterações nas versões relançadas e mais uma vez recebeu classificações PG. Quando A Vingança dos Sith foi lançado no Canadá, foi atribuída uma classificação PG na maioria das províncias, excluindo Quebec, onde foi avaliado G. No Reino Unido, recebeu uma classificação 12A pelo Conselho Britânico de Classificação de Filmes (BBFC), semelhante a classificação etária no Brasil de 12 anos. Na Austrália, o filme foi classificado como M para "audiências maduras" pelo  Conselho de Classificação Australiano (ACB).

### Home media

George Lucas e elenco: Samuel L. Jackson, Natalie Portman, Ian McDiarmid, Hayden Christensen e Anthony Daniels na estreia de A Vingança dos Sith no Festival de Cinema de Cannes.

O filme foi lançado primeiramente em DVD em 31 de outubro de 2005 (Dia das Bruxas), no Reino Unido, e depois em 1 de novembro de 2005, nos Estados Unidos e Canadá, e em 3 de novembro de 2005, na Austrália.Também foi lançado na maioria dos principais territórios no\ou perto do mesmo dia. O DVD foi um conjunto de dois discos, com imagem e som remasterizado a partir do material da fonte digital original.
O DVD incluiu uma série de documentários, incluindo um novo documentário em longa-metragem, bem como dois featurettes, um que explora a profecia de Anakin Skywalker como o Escolhido, o outro sobre as acrobacias do filme e uma coleção de 15 web-documentários a partir do site oficial. Como os outros lançamentos em DVD, está incluído um comentário em áudio com Lucas, o produtor Rick McCallum, o diretor de animação Rob Coleman, e supervisores de efeitos visuais da ILM, John Knoll e Roger Guyett. Seis cenas deletadas foram incluídas com introduções de Lucas e McCallum. Uma demonstração do jogo para Xbox, Star Wars: Battlefront II, juntamente com um trailer de Star Wars: Empire at War, jogo para PC foram destaque no segundo disco. Além disso, um especial de dois filmes exclusivo, vendido apenas em lojas Walmart, incluiu outro DVD bônus, The Story of Star Wars.
Este DVD é notável porque, devido a questões de marketing, foi o primeiro filme de Star Wars a nunca ser lançado em VHS nos Estados Unidos. No entanto, o filme foi lançado em VHS na Austrália, Reino Unido e em outros países do mundo. O DVD foi re-lançado em um box da trilogia prequela em 4 de novembro de 2008.
Os filmes de Star Wars foram lançado pela 20th Century Fox Home Entertainment em disco blu-ray em 16 de setembro de 2011, em três edições diferentes. Em 7 de abril de 2015, a Walt Disney Studios, 20th Century Fox, e Lucasfilm anunciaram conjuntamente as versões digitais dos seis filmes lançados de Star Wars. A Walt Disney Studios Home Entertainment lançou A Vingança dos Sith através das lojas iTunes, Amazon Video, Vudu, Google Play, e Disney Movies Anywhere em 10 de abril de 2015.

### Relançamento em 3D
Em setembro de 2010, a Lucasfilm anunciou que todos os seis filmes da saga Star Wars seriam convertidos em 3D e relançados nos cinemas em ordem cronológica. Começando por A Ameaça Fantasma em 2012, seguido por Ataque dos Clones (20 de setembro de 2013) e A Vingança dos Sith, cuja reestreia deveria ocorrer em 11 de outubro de 2013.
Após a compra da Lucasfilm pela The Walt Disney Company, o estúdio informou o adiamento dos próximos filmes da série que seriam relançados em 3D; porque vão se concentrar no episódio VII que inicia a trilogia sequela, Star Wars: O Despertar da Força. A versão 3D de A Vingança dos Sith, foi exibida na Star Wars Celebration em 17 de abril de 2015.

## Recepção

### Bilheterias
O filme foi lançado em 115 países. Seu arrecadamento ao redor do mundo chegou a US $ 849 milhões, o tornando o segundo filme mais bem sucedido financeiramente de 2005, atrás de Harry Potter e o Cálice de Fogo. O filme ganhou cerca de US $ 16,91 milhões com 2.900 exibições à meia-noite na América do Norte após a sua liberação. No total, ele chegou ao recorde de US $ 50 milhões em seu dia de abertura.
Com apenas os lucros de 19 de maio, o filme quebrou quatro recordes: arrecadamento de exibições à meia-noite (anteriormente ocupado por O Senhor dos Anéis: O Retorno do Rei, US $ 8 milhões), arrecadamento no dia de abertura (Homem-Aranha 2, com $ 40400000 ), arrecadamento de um único dia (Shrek 2, com US $ 44,8 milhões) e arrecadamento de quinta-feira (The Matrix Reloaded, com US $ 37,5 milhões). Seus lucros de único dia e no dia de abertura foram superados no ano seguinte pelo Piratas do Caribe: O Baú da Morte, que ganhou US $ 55,5 milhões em sua estreia. E a triagem da meia-noite foi ultrapassada por The Dark Knight em 18 de Julho de 2008, com $ 18,5 milhões. Ele ainda mantém o seu recorde de arrecadamento na quinta-feira, no entanto.
De acordo com sites de análise de bilheteria, o filme bateu outros recordes norte-americanos para o mais alto arrecadamento em todos os dias nos seus primeiros 12 dias de lançamento, exceto para o sétimo e oitavo, onde o recorde é estreitamente mantido pelo Homem-Aranha 2. No seu quinto dia, tornou-se o filme de maior bilheteria de 2005, superando Hitch ($ 177.600.000). O filme arrecadou US $ 158,5 milhões no primeiro período de quatro dias, superando o recorde de quatro dias anterior do The Matrix Reloaded ($ 134.300.000), e juntando-se a Homem Aranha, The Matrix Reloaded e Harry Potter e o Cálice de Fogo como os únicos filmes a fazer $ 100 milhões em três dias. Em oito dias, atingiu a marca de US $ 200 milhões (recorde anterior de Homem Aranha 2) e pelo seu 17º dia, o filme tinha passado $ 300 milhões (ultrapassando a marca de 18 dias de Shrek 2). Ele acabou por ser o terceiro filme mais rápido (depois de Shrek 2 e Homem-Aranha) para chegar a US $ 350 milhões.
A Vingança dos Sith terminou seu período em cartaz nos cinemas americanos em 20 de outubro de 2005, terminando com um total bruto de US$ 380.270.577. Ele ocupa o 27º lugar nas bilheterias de todos os tempos dos EUA e a maior bilheteria de 2005 no país, superando o segundo lugar: The Chronicles of Narnia: The Lion, the Witch and the Wardrobe por quase US $ 90 milhões de euros. O filme vendeu cerca de 59.324.600 bilhetes nos EUA.
Os lucros internacionais excederam US $ 460.000.000, e os melhores mercados do filme após os Estados Unidos foram Austrália ($ 27.200.000), a França e a Argélia ($ 56.900.000), Alemanha ($ 47.300.000), Itália ($ 11.300.000), Japão ($ 82.700.000), México ($ 15.300.000), Coreia do Sul (10,3 $ milhões), Espanha ($ 23.800.000), e no Reino Unido e na Irlanda ($ 72.800.000).

### Resposta da crítica
A crítica em relação ao filme foi em sua maioria positiva. O Rotten Tomatoes relata 79% de aprovação, baseado em 284 críticas, com uma média de 3.1\5 de aprovação do público; o consenso dos críticos no site é: "com Episódio III: A Vingança dos Sith, George Lucas traz a sua segunda trilogia de Star Wars a uma adequadamente emocionante e muitas vezes pungente - ainda que um pouco irregular - conclusão". Metacritic dá ao filme 68 de 100, indicado "críticas geralmente favoráveis". O filme recebeu uma média de 7.6/10 no Internet Movie Database com 523.658 votos (setembro de 2016).
A maioria dos críticos o considerou o melhor da trilogia prequela, enquanto outros consideraram o melhor filme da saga desde O Império Contra-Ataca.A. O. Scott, de The New York Times, concluiu que este era "o melhor dos quatro filmes que o Sr. Lucas dirigiu" e que era "igual ao O Império Contra-Ataca, o filme mais rico e desafiador do ciclo." Em 2007, o site Rotten Tomatoes listou os "100 Melhores Filmes de Ficção Científica" e A Vingança dos Sith ficou em 51º, tornando-se o único filme das prequelas a ser classificado. Jonathan Rosenbaum, um crítico que não gostava de Uma Nova Esperança e O Império Contra-Ataca, deu ao filme uma crítica positiva dizendo que tem uma "história relativamente profunda". O crítico brasileiro Pablo Villaça deu ao filme cinco estrelas, elogiando principalmente o roteiro e o visual, sem deixar de apontar como falhas os diálogos e a atuação de Hayden Christensen, que chamou de "inexpressivo". Villaça concluiu sua crítica dizendo: "apesar das falhas que apontei acima, não hesito em conferir 5 estrelas ao Episódio III e colocá-lo ao lado de O Império Contra-Ataca como o melhor da saga, fechando com brilhantismo a lacuna entre os episódios II e IV; este capítulo nos faz enxergar a trilogia original de forma ainda mais complexa, já que agora conhecemos os detalhes da queda de Anakin, sua relação com Obi-Wan e percebemos que, sem saber, plantou as sementes para o retorno da Ordem Jedi". Roger Ebert do Chicago Sun-Times, deu ao filme três estrelas e meia em quatro, escrevendo "Se [Lucas] nos deixou atolados na solenidade e teorias no Episódio II: Ataque dos Clones, a Força está com um humor mais alegre neste momento, e A Vingança dos Sith é um grande entretenimento."

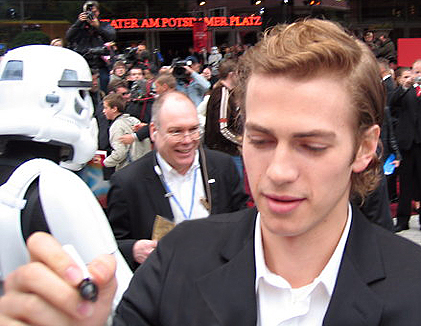
Hayden Christensen durante a estreia de A Vingança dos Sith em Berlim. Ele recebeu críticas por sua atuação no filme.

Em 2012, a crítica de arte Camille Paglia elogiou o filme em seu livro Glittering Images, comparando algumas de suas sequências com obras de pintores modernos e chamando-o de "a maior obra de arte na memória recente".  Paglia explicou: "A sequência final de A Vingança dos Sith tem mais valor inerentemente artístico, poder emocional e impacto global do que qualquer coisa dos chamados artistas. É porque o mundo da arte superficializou-se e se tornou uma câmara de eco das opiniões pré-concebidas e superlouvações tóxicas. É como as roupas novas do imperador - as pessoas estão intimidadas demais para admitir o que elas pensam secretamente ou o que elas podem pensar sem seus antolhos. Episódio III resume o movimento moderno de arte digital, mais do que qualquer outra peça nos últimos 30 anos. Eu tinha considerado usar anime japonês para o capítulo de arte digital do livro, mas ele não tinha o poder esmagador da ópera e, sim, a seriedade de A Vingança dos Sith do Lucas."
Embora muitos críticos e fãs o vissem como o mais forte da trilogia prequela, outros o consideraram mais ou menos a par com A Ameaça Fantasma e Ataque dos Clones. Grande parte das críticas para o filme foi dirigida para os diálogos, particularmente as cenas românticas do filme, e ao desempenho de Hayden Christensen (que ganhou seu segundo  Framboesa de Ouro de Pior Ator Coadjuvante). Os críticos e fãs rapidamente zombaram de frases como "Me abrace, Ani. Abraça-me, como você fez no lago em Naboo ... no tempo que não existia nada além do nosso amor ...". Os críticos afirmaram que isto demonstra mais uma vez a fraqueza de Lucas como escritor de diálogos, uma questão que Lucas concordou abertamente ao receber o Lifetime Achievement Award do American Film Institute.

### Controvérsia política
Alguns conservadores americanos criticaram o filme, alegando que tem um viés liberal e é um comentário sobre a administração de George W. Bush e a Guerra do Iraque. Alguns sites chegaram a propor um boicote ao filme. Lucas defendeu o episódio III, afirmando que o enredo do filme foi escrito durante a guerra do Vietnã e foi influenciado por este conflito ao invés da guerra no Iraque. Lucas contudo disse que, "os paralelos entre o Vietnã  e o que estamos fazendo no Iraque agora são inacreditáveis".

### Prêmios e indicações
Após o lançamento de A Vingança dos Sith - conclusão das trilogia original e prequela de Star Wars - em 9 de de junho de 2005, George Lucas foi honrado com o Lifetime Achievement Award (Conjunto de Obras), do American Film Institute pelas "contribuições surpreendentes para a arte e tecnologia do cinema, bem como o impacto da série épica Star Wars".
Apesar de ser o longa metragem mais bem avaliado da trilogia prequela, ele recebeu menos indicações as premiações do que os filmes anteriores. Tornou-se o único filme de Star Wars a não ser nomeado para um Oscar de Melhores Efeitos Visuais; no entanto, ele foi nomeado para Melhor Maquiagem (Dave Elsey e Nikki Gooley), perdendo para The Chronicles of Narnia: The Lion, the Witch and the Wardrobe. Ele também ganhou de "Filme Favorito" e "Favorito Filme Dramático"  no People's Choice Awards, "Filme do Ano de Hollywood" no Festival de Cinema de Hollywood, dois Empire Awards (Filme Sci-Fi /Fantasia e Melhor Cena - o nascimento de Darth Vader -), dois Satellite Awards de Melhores efeitos visuais e som, e o Prémio Teen Choice de Melhor Filme – Ação.
Como todos os filmes da trilogia original, ele venceu o Prêmio Saturno de melhor filme de ficção científica; e Williams venceu em Melhor Música. O filme foi indicado a vários prêmios Saturno, incluindo Melhor Diretor e Roteiro para Lucas, Melhor Ator para Christensen, Melhor Atriz para Natalie Portman e Melhor Ator Coadjuvante para Ian McDiarmid. O Episódio III também foi nomeado para: Melhor Álbum de Trilha Sonora no Grammy Awards em 2006, a Exclência em Filme de Fantasia (Trissha Biggar) no Costume Designers Guild, Melhor Filme no Empire, Melhor Direção de Arte no Satellite (Gavin Bocquet e Richard Roberts), Melhor Filme Estrangeiro nos Prémios da Academia Japonesa,[carece de fontes?] quatro outras indicações ao Teen Choice de Melhor Ator em Filme de Aventura ou Ação (Christensen), Melhor Atriz em Filme de Aventura ou Ação (Portman), Melhor Vilão (Ian McDiarmid e Hayden Christensen) e Melhor Combate (Ewan McGregor) e ao MTV Movie Awards de Melhor Héroi (McGregor) e Melhor Combate (McGregor e Christensen), com Christensen vencendo em "Melhor Vilão" no MTV Movie Awards 2006.
O filme, no entanto, recebeu o menor número de indicações ao Framboesa de Ouro: Apenas uma, para Christensen como Pior Ator Coadjuvante, o qual ele ganhou. (A Ameaça Fantasma e Ataque dos Clones receberam sete indicações cada, com uma e duas vitórias, respectivamente). É a única prequela de Star Wars que não recebeu uma indicação para o Frambroesa de "Pior Filme".

## Produtos derivados

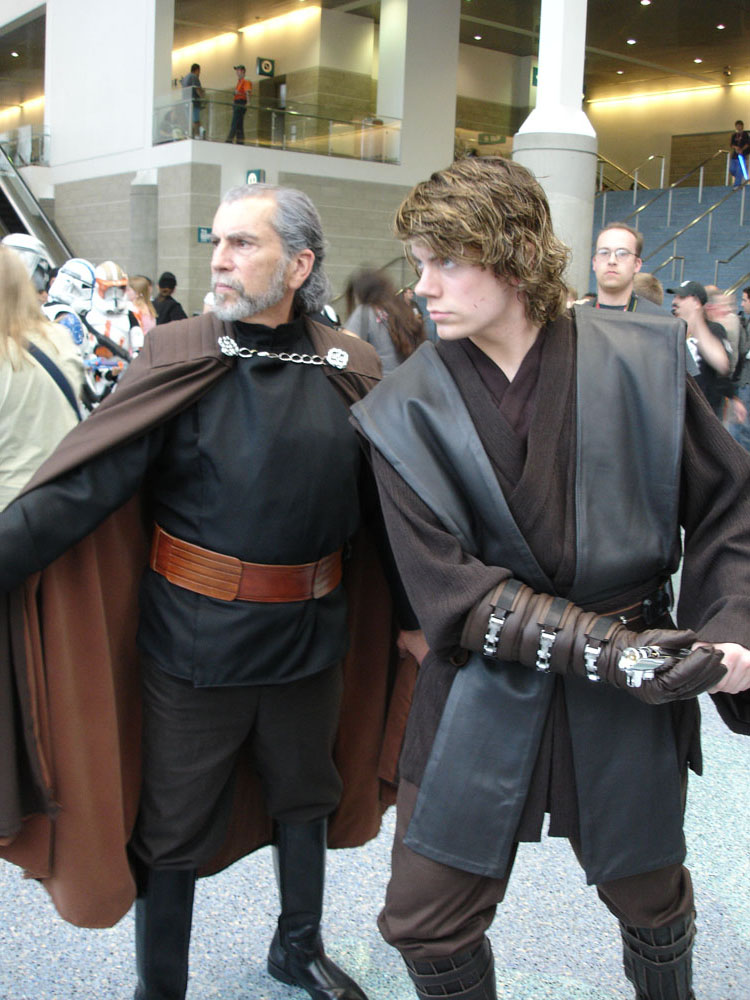
Cosplays de Conde Dooku e Anakin Skywalker na Star Wars Celebration IV.

Muitos tie-in foram criados para acompanhar o filme. A novelização júnior por Patricia Wrede, uma gama de Legos, os modelos da Revell, acessórios para casa, travesseiros, roupa e fantasias. A Hasbro produziu de 2005 a 2006, uma linha dedicada exclusivamente ao filme com cinquenta e cinco figuras, dezessete estatuetas de luxo, dez veículos e um conjunto de acessórios.

### Romance
A novelização oficial do filme foi escrita por Matthew Stover, lançada em 2 de abril de 2005, um mês e meio antes da estreia do filme. Ela inclui muito mais diálogo do que o filme, cenas novas e mais profundidade com muitos detalhes menores. Por exemplo, durante a Batalha de Coruscant, o indicativo de Anakin é Red 5, uma referência ao indicativo de Lucas na batalha final de Uma Nova Esperança, e um dos navios da República é comandado pelo tenente-comandante Lorth Needa, que se torna capitão Needa em O Império Contra-Ataca. Há também referências a série de comics, Star Wars: Republic, como a Batalha de Jabiim (Volume 3). Além desta, o cerco ao Templo Jedi é muito mais violento e muito mais graficamente explicado que a versão cinematográfica. O romance foi muito bem recebido, com uma média de 4.4 estrelas em cinco no Amazon.com.

### Jogo eletrônico
Um jogo de vídeo baseado no filme foi lançado em 5 de maio de 2005, duas semanas antes da estreia do longa-metragem, para PlayStation 2, Xbox, Game Boy Advance e Nintendo DS. O jogo seguiu o enredo de A Vingança dos Sith em sua maior parte, integrando cenas do filme. No entanto, muitas fases do jogo caracterizou cenas cortadas do episódio III, ou inteiramente novas cenas para o jogo. O estilo do jogo foi principalmente combate de sabre de luz e lutando como Obi-Wan ou Anakin. Ele também tem um modo multiplayer, que inclui modo "v.s" ou "cooperativo". No primeiro modo, dois jogadores luta com os personagens da sua escolha uns contra os outros em um duelo de sabres de luz até a morte. No último modo, dois jogadores se unem para combater ondas de adversários cada vez mais difíceis.